# Лимонов, Эдуард Вениаминович
Эдуа́рд Вениами́нович Лимо́нов (настоящая фамилия Саве́нко; 22 февраля 1943[…], Дзержинск — 17 марта 2020[…], Москва) — российский писатель, поэт, публицист, политик и в течение ряда лет председатель запрещённой в России Национал-большевистской партии (НБП), председатель одноимённых партии и коалиции «Другая Россия». Был депутатом и членом совета Национальной Ассамблеи Российской Федерации (деятельность в которой была им приостановлена до созыва очной сессии).
Автор популярных оппозиционных проектов 2000-х годов: «Другая Россия», Марш несогласных, Национальная Ассамблея, «Стратегия-31». Автор концепции, организатор и постоянный участник «Стратегии-31» — гражданских акций протеста на Триумфальной площади Москвы в защиту 31 статьи Конституции РФ. Также автор «Стратегии-2011» по участию в выборах оппозиционных партий, несмотря на ограничения Минюста и Центральной избирательной комиссии. Инициатор Комитета национального спасения по уличному опротестованию парламентских выборов 2011 года «как заведомо несвободных».
2 марта 2009 года Лимонов декларировал своё намерение стать единым кандидатом от оппозиции на выборах президента России 2012 года. Центризбирком РФ отказал ему в регистрации.

## Биография

### Жизнь в СССР (1943—1974)
Наша настоящая фамилия по моему прадеду — Звегинцовы. Я поздно об этом узнал и не стал уж менять фамилию. Наш прадед Иван Александрович был тайным советником, потом губернатором, в том числе и Курской области. Часть из наших предков были выдающиеся белогвардейцы, а вот наш незаконнорожденный дед Иван Иванович выбрал красную сторону от злобы, что незаконнорожденный (незаконнорожденные были лишены права на наследство). Все Звегинцовы были кавалергарды, то есть служили в конных элитных войсках. Прочтите мою книгу «...Седого графа сын побочный». Обязательно»

Отец, Вениамин Иванович Савенко, был родом из города Бобров Воронежской области, происходил из семьи Ивана Ивановича и Веры Мироновны Савенко. Мать, Раиса Фёдоровна Зыбина, — из Горьковской области. С 1947 по 1967 год жил и учился в Харькове Украинской ССР. Трудовую деятельность Эдуард начал в 17 лет. Работал грузчиком, монтажником-высотником, строителем, сталеваром, завальщиком шихты, обрубщиком, книгоношей в книжном магазине. В армии не служил.
Стихи начал писать в 1958 году. В 1963 году принимал участие в рабочей забастовке против снижения расценок. По словам Марка Вейцмана, уже в 1960-е годы писатель имел прозвище Лимон: «Запомнился улыбчивый — уже не подросток, а юноша — Эдик Савенко, по кличке Лимон (действительно, его коротко остриженная белёсая голова напоминала этот плод), в будущем, Эдуард Лимонов».
С 1964 года занялся пошивом джинсов и обшивал харьковскую, а затем московскую интеллигенцию (сшил джинсы в том числе «скульптору Неизвестному и поэту Окуджаве») вплоть до отъезда из СССР.
С 1967 по 1974 год жил в Москве. Примыкал к Лианозовской группе неофициальных поэтов и художников. Стихи писал до начала 1980-х годов, затем занялся прозой, потом журналистикой[прояснить]. Псевдоним «Лимонов» придумал художник-карикатурист Вагрич Бахчанян. В январе 1980 года Ю. М. Нагибин написал в своём дневнике:

Прочёл Лимонова. Рекорд похабщины, но неоригинально. Тон и настрой Селина, приёмы маркиза де Сада, лексика подворотни, общественной уборной. Как странно, что всё уже было, даже такое. Как трудно создать что-то совсем новое…
Председатель КГБ Юрий Андропов в декабре 1973 года назвал Лимонова «убеждённым антисоветчиком».
30 сентября 1974 года эмигрировал из СССР, уехав в США. Причиной к этому, по свидетельству самого Лимонова, послужило поставленное сотрудниками КГБ условие: при отказе быть «секретным сотрудником» — эмиграция на Запад.

### Эмиграция (1974—1991)
В 1975—1976 годах работал корректором в нью-йоркской газете «Новое русское слово». В русской эмигрантской прессе писал обличительные статьи против капитализма и буржуазного образа жизни. Принимал участие в деятельности Социалистической рабочей партии США. В связи с этим вызывался на допросы в ФБР.
В мае 1976 года приковал себя наручниками к зданию «The New York Times», требуя публикации своих статей. В феврале 1976 года московская газета «Неделя» (иллюстрированное приложение к газете «Известия») в статье «Это горькое слово — „разочарование“» (авторы: В. Джалагония, Б. Чехонин) процитировала из «Нового русского слова» (№ 23792) опубликованную 21 ноября 1975 года статью Лимонова «Разочарование». Это была первая (и единственная до 1989 года) публикация Лимонова в СССР.
Во Франции с 1980 года, вскоре сблизился с руководителями Французской коммунистической партии. Писал для журнала «Революсьон» — печатного органа ФКП.
В 1987 году Лимонов получил гражданство Франции. Гражданство было дано Лимонову под давлением левой общественности, французская контрразведывательная организация DST (Управление территориального наблюдения) возражала против его натурализации. В декабре 1989 года, впервые после эмиграции, посетил СССР.

### Возвращение в Россию (1991—2020)
В октябре 1991 года восстановил советское гражданство и вернулся в Россию, где начал активную политическую деятельность. Участвовал в событиях 21 сентября — 4 октября 1993 года в Москве, в обороне Белого дома (Верховного Совета РСФСР). Печатался в газетах «Советская Россия», «Известия» и «Новый взгляд». Основатель и первый редактор газеты «Лимонка». По собственному признанию, в этот период «вынужден был пользоваться английской и французской социальной терминологией по той простой причине, что, уехав из СССР пятнадцать лет назад, русской просто не знал».
В книге Евгения Додолева «Лимониана, или Неизвестный Лимонов» рассказывается о том, как в 1993 году Жириновский предложил писателю пост главы Федерального бюро расследований при своём теневом кабинете, и предложение было принято:
Независимость свою я не потерял, я не член ЛДПР, однако следует понимать, что политика есть действо коллективное.
В 1993 году вместе с Александром Дугиным, Егором Летовым и Сергеем Курехиным основал Национал-большевистскую партию впоследствии запрещённую.
В 1995 году Лимонов опубликовал статьи «Лимонка в хорватов» и «Чёрный список народов», за которые против писателя было возбуждено уголовное дело.
Лимонову приписывают участие в боевых действиях в Югославии на стороне сербов: во время Боснийской войны он познакомился с Желько Ражнатовичем и Радованом Караджичем, а также посещал позиции сербских войск под Сараево и согласился на предложение Караджича выстрелить из крупнокалиберного пулемета — эти кадры были сняты BBC и попали в эфир, в грузино-абхазском конфликте на стороне Абхазии, в молдавско-приднестровском конфликте на стороне Приднестровской Молдавской Республики. Обвинялся в том, что в 2000—2001 годах готовил вооружённое вторжение в восточном Казахстане для защиты русскоязычного населения.
В апреле 2001 года по обвинению в хранении оружия и созданию незаконных вооружённых формирований (обвинение снято) был заключён в следственный изолятор ФСБ Лефортово, 15 апреля 2003 года приговорён к 4 годам лишения свободы. Освобождён из колонии в городе Энгельсе условно-досрочно 30 июня 2003 года. Вернулся в Москву 1 июля.
Вёл активную оппозиционную деятельность. Являлся одним из лидеров оппозиционной коалиции «Другая Россия». В 2006—2008 годах — постоянный участник Маршей несогласных.
4 апреля 2007 года Эдуард Лимонов в программе «Итоговый выпуск» «Радио Свобода» прокомментировал решение Тверского суда о запрете «Марша несогласных» в Москве, заявив: «Московские суды подконтрольны Лужкову. Тут ожидать какого-либо чуда… Вообще, в московских судах антилужковские решения никогда не принимались». Осенью 2007 года московский мэр подал в Бабушкинский суд иск о защите чести и достоинства, потребовав у Лимонова выплатить ему 500 тыс. рублей моральной компенсации (за это Юрий Лужков был назван журналом Коммерсантъ-Власть королём иска). 14 ноября суд встал на сторону истца, 7 февраля 2008 года его решение было утверждено Мосгорсудом. Через два месяца Радио Свобода выпустило опровержение слов Эдуарда Лимонова, у которого судебные приставы уже описали имущество на 14 850 руб. В качестве протеста лидер НБП обратился к москвичам с просьбой помочь в сборе требуемой суммы мелочью, которая в итоге была собрана и принесена к московской мэрии в сделанной из старых номеров «Лимонки» большой чёрной «кепке» активистами «Другой России» и «Смены» (тем самым подразумевалось, что мэр требовал у писателя денег, как нищий с кепочкой). 2 июня 2008 года в ЕСПЧ была внесена жалоба Лимонова на судебное решение, которая была рассмотрена только осенью 2019 года: ЕСПЧ посчитал решение Бабушкинского суда нарушающим права на свободу выражения мнения (статья 10 Европейской конвенции о защите прав и свобод человека) и присудил Лимонову компенсацию в 19,5 тысяч евро (1 377 000 руб.).
В 2012 году у Лимонова начался разлад с российскими оппозиционерами. В 2013 году негативно отзывался об украинском Евромайдане, выступал в поддержку действий офицеров «Беркута». В 2014 году поддержал аннексию Крыма Россией. Считается, что в связи с этим акции «Стратегия-31» были, наконец, разрешены властями. Лимонов стал публиковаться в газете «Известия» (с 23 октября 2012 по 10 февраля 2016 года), снова стал посещать телепередачи российских государственных телеканалов (последнее появление Лимонова на телевидении при его жизни датируется 10 июня 2018 года в передаче Тиграна Кеосаяна «Международная пилорама» на НТВ).
В своих статьях Лимонов обвинял либералов за прозападную позицию по войне на Украине, считал их предателями, сочувствовал оппозиции, поддерживающей сепаратистов в Донбассе. В 2015 году призвал закрыть «вражеские» оппозиционные СМИ, а прозападных журналистов выслать из страны.
С января по март 2016 года входил в состав Комитета 25 января. С ноября 2016 по февраль 2020 года — колумнист русскоязычной версии сайта государственного телеканала RT.
Умер на 78-м году жизни 17 марта 2020 года в Москве из-за осложнений, вызванных операцией. Похоронен на Троекуровском кладбище.
11 октября 2021 года на могиле писателя открыт памятник, проект которого был согласован с Лимоновым при жизни (скульптор — Михаил Баскаков).

### Общее
С 1943 по 1974 год — гражданин Советского Союза. С 1987 года — гражданин Франции (вышел из гражданства в 2011 году в связи с выдвижением своей кандидатуры в президенты РФ). С 1991 года — гражданин РФ.
Печатался в эмигрантских изданиях: «Грани», «Время и мы», «Аполлон 77», «Эхо», «Континент», «Ковчег», «Синтаксис», «Мулета».
Помимо родного русского языка, владел также английским, французским и украинским языками.
Стихи, рукописи, фотографии Лимонова были проданы в феврале 2022 года на торгах аукционного дома «Литфонд» за 10 миллионов рублей.

### Личная жизнь
Первой (фактической) женой Лимонова (с 1964 года) была Анна Моисеевна Рубинштейн (1937—1990) — художница-экспрессионистка (повесилась в 1990 году).
Вторая жена — поэтесса Елена Щапова, автор книги воспоминаний «Это я — Елена» (венчалась с Лимоновым в октябре 1973).
Третьей женой в 1983 году стала Наталия Медведева, модель, писательница и певица. Вместе они прожили 12 лет, до 1995, когда расстались в Москве, однако официально не разводились до самой смерти Медведевой (2003). Лимонов находился в это время в Саратовской центральной тюрьме. Умерла в 2003 году, в возрасте 44 лет, от инсульта.
Четвёртая (фактическая) жена — Елизавета Блезе, была моложе Лимонова на 30 лет. Трагически погибла в 2011 году (по информации самого Лимонова скончалась 9 февраля 2012 года) в возрасте 39 лет.
В 1998 году в возрасте 55 лет познакомился с 16-летней Анастасией Лысогор и некоторое время жил с ней. Они расстались в 2005 году.
Последней женой стала актриса Екатерина Волкова, от которой у 63-летнего Лимонова впервые в жизни появились дети. 7 ноября 2006 года родился сын Богдан, а 17 июля 2008 — дочь Александра. Расстались в 2008 году. Спустя 10 лет после распада брака, в 2018 году, Волкова охарактеризовала Лимонова как «человека очень интеллигентного и скромного в домашней жизни», обладающего феноменальной мужской силой, с потрясающим юмором, который принёс в её жизнь «невероятное счастье»; вместе с тем отметила его полную неприспособленность к семейному быту. Бывшая супруга не создавала Лимонову проблем в общении с детьми, в воспитании которых писатель принимал деятельное участие.
На основании его дебютного романа "Это я — Эдичка", часто ошибочно принимаемого за строго биографический, некоторые предполагают присутствие в его жизни случаев гомосексуальных связей.

## Участие в выборах
В 1997 году на довыборах в Государственную Думу в Георгиевском избирательном округе (Ставропольский край) занял седьмое место, получив 2,7 % голосов. В 2002 году на довыборах в Дзержинском округе (Нижегородская область) занял четвёртое место, набрав 6,58 % голосов.

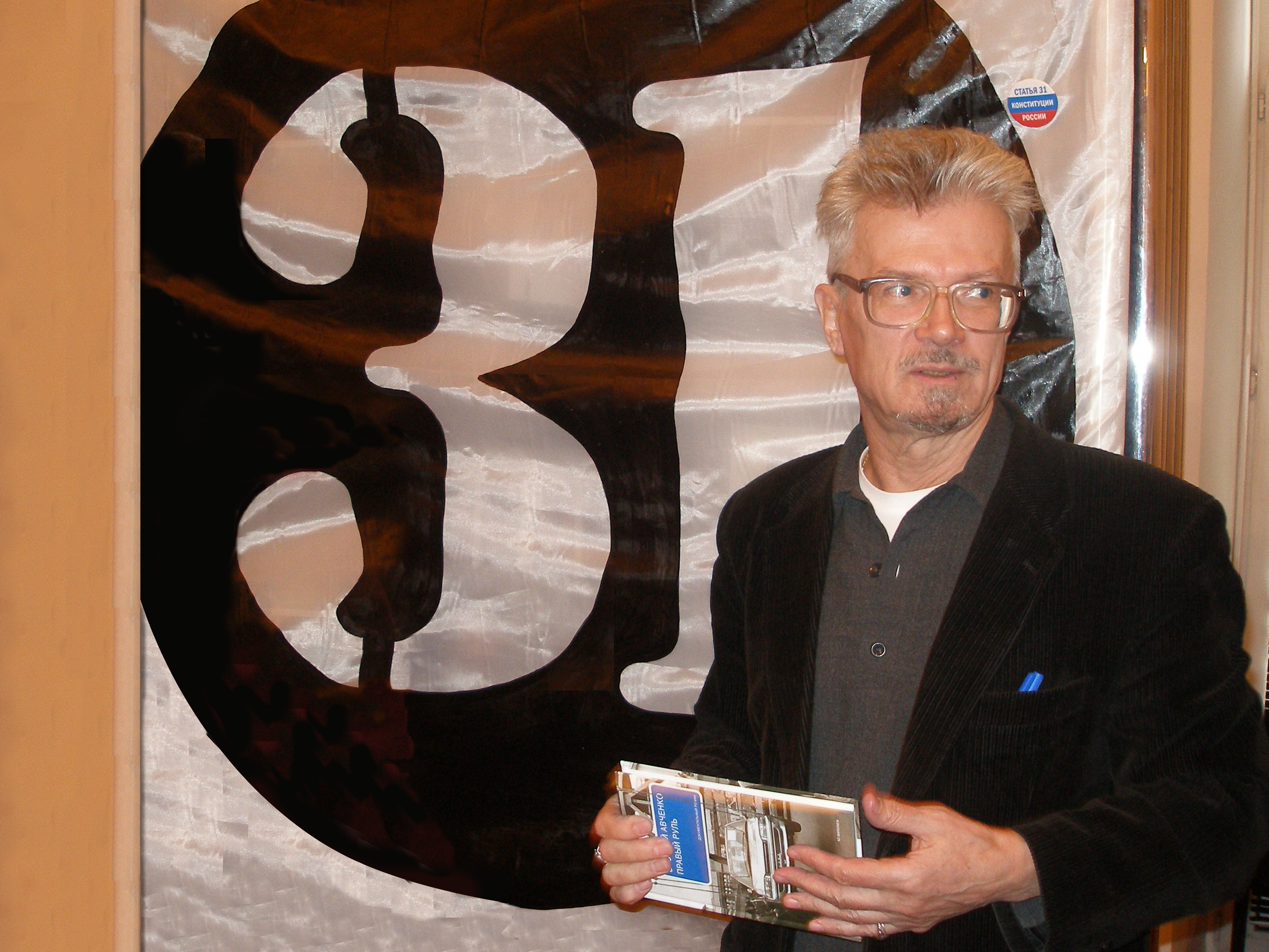
На конференции участников «Стратегии-31». Март 2010

После отклонения предложения взаимного политического союза Каспаровым и Касьяновым с Лимоновым так называемый «триумвират оппозиции» (видеоверсия обращения), Эдуард Лимонов 4 марта 2009 года на пресс-конференции в Независимом центре журналистов первым предложил свою кандидатуру как естественную, единственно возможную и неуклонную. Свою раннюю декларацию о намерениях он объяснил высоким уровнем цензуры в российском обществе. В крупных городах были созданы штабы поддержки, цель которых — донести информацию о выдвижении до населения, так как большинство ещё не знает о нём по вышеупомянутым причинам, и добиться его поддержки.
Так как Эдуард Лимонов был уверен, что выборы будут сфальсифицированы, он готовился оспаривать решение ЦИКа в суде. Он также не исключал возможность своего убийства, в этом случае его должен был заменить другой человек. Лимонов сравнивал ситуацию в Иране в 2009 году с ситуацией в России в 2012 году. По его словам, иранский пример доказывает его теорию о бархатной революции, маргинально вооружённой и оспаривающей итоги выборов как высшую точку правительственной нелегитимности, как единственно возможную как минимум на вторые два десятилетия XXI века.
На дебатах в Сахаровском центре Лимонов получил решительную поддержку своего друга Александра Проханова.
18 декабря 2011 года ЦИК отказал ему в участии в президентских выборах 2012 года.

## Фильмография
- 2008 — Революция, которой не было — режиссёр Алёна Полунина.
- 2012 — Срок — режиссёры Алексей Пивоваров, Павел Костомаров и Александр Расторгуев.

## Экранизации и театральные постановки

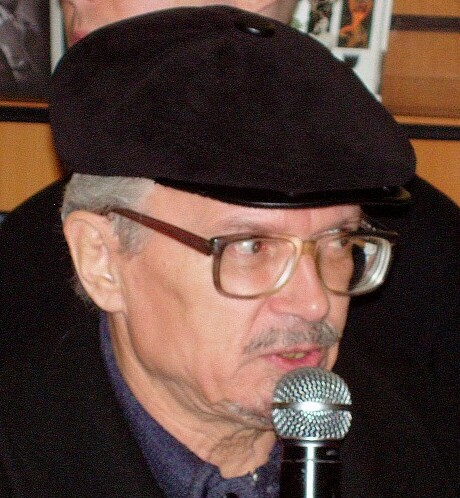
На презентации книги «Дети гламурного рая», декабрь 2008

- Фильм «Русское» (2004) (режиссёр Александр Велединский, в ролях Андрей Чадов, Евдокия Германова, Михаил Ефремов) — поставлен по мотивам автобиографических произведений Лимонова «Подросток Савенко» и «Молодой негодяй».
- В берлинском театре «Фольксбюне» режиссёр Франк Касторф поставил спектакль по мотивам прозы Эдуарда Лимонова. Спектакль назывался «Fuck off, America» (2008), под таким названием роман «Это я — Эдичка» был издан в Германии[72].
- Спектакль «Эпитафия» по книге Лимонова «Дневник неудачника» был поставлен в Санкт-Петербурге «Театром на Васильевском» в 2009 году. Постановщик — Алексей Девотченко. Проза Эдуарда Лимонова перемежается в спектакле со стихами Тимура Кибирова и музыкой в исполнении скрипача Бориса Кипниса.

## Композиции на стихи
В мае 2012 года лейблом «Soyuz Music» был издан трибьют-альбом «Лимonoff». Команда, включающая 21 исполнителя из нескольких стран, записала 28 композиций на стихи Лимонова. В работе над релизом принимал участие ряд достаточно известных музыкантов, в том числе Сергей «Паук» Троицкий, Стас Намин, Захар Май, Александр Лаэртский, а также группы «Барто», «Разные люди» и «НОМ».
Организаторы и издатели, по их словам, хотели обратить внимание на «другого» Лимонова, с которым большинство людей незнакомо — на Лимонова-поэта, человека творческого. Так, например, главный «зачинщик», Сергей Беляк (один из друзей Эдуарда Вениаминовича), в своём блоге акцентировал внимание на то, что проект не имеет политической подоплёки, и у его создателей «нет желания превращать данный проект в политический. Есть желание сделать альбом „Лимonoff“ интересным для максимально широкого круга слушателей, невзирая на их политические симпатии или антипатии…». В этой же публикации он заявил, что «это не сборник песен и не трибьют», и «альбом представляет собой рок-сюиту на тексты Эдуарда Лимонова».
В целом можно сказать, что данный релиз призван продемонстрировать широкой аудитории многогранность личности Лимонова, зачастую воспринимаемого исключительно как политика. Такая точка зрения, в частности, была высказана в обзоре на «Лента.ру»: «За всей его [Лимонова] политической активностью многие, особенно молодёжь, уже и забыли, что он также был и остаётся талантливым, хотя и скандальным писателем и поэтом». Помимо того, в статью были включены отзывы (как о работе над проектом, так и о самом Лимонове) некоторых участников записи:
- Мария Любичева («Барто»):

Нас всегда занимало творчество Лимонова, и когда нас пригласили поучаствовать в подобном проекте, а именно написать музыку на стихи Эдуарда, мы сразу согласились, так как данная затея показалась весьма интересной. <...> Эдуард Лимонов нам симпатичен. И как литератор, и как политическая фигура. Здоровья ему и долголетия.
- Александр Чернецкий («Разные люди»):

У меня давнее уважение к Лимонову как к писателю. Про политику я не буду говорить. Он ведь жил в Харькове, после войны, а я сам родом оттуда. Лет 20 назад я прочитал его трилогию — «Подросток Савенко», «У нас была великая эпоха» и «Молодой негодяй» — и был потрясён, в том числе его описаниями харьковской жизни молодёжи, поэтов, писателей, художников. Всё остальное я даже не стал читать. Когда он написал, что уезжает в Москву, мне это стало уже неинтересно.
- Захар Май:

Лимонов прекрасно пишет — с удовольствием читал его харьковские романы, потом в Нью-Йорке было что-то дикое — «Палач»? Потом в России про тюрьму, мне очень понравилось. Стихи тоже неплохие — открытые, простые.

## Лимонов как персонаж
В пьесе Владимира Максимова «Там вдали… За бугром», поставленной в 1992 году Театром им. Гоголя, Эдуард Лимонов изображён под именем Варфоломея Ананасова.
В детективных романах писателя Льва Гурского выведен писатель Фердинанд Изюмов, который имеет многие общие черты с Лимоновым.
Эдуард Лимонов стал прототипом Костенко — лидера партии «Союз Созидающих» в романе Захара Прилепина «Санькя».
Французский писатель Эмманюэль Каррер написал роман «Лимонов», основанный на биографии Эдуарда Лимонова.
В 2017 году в серии «ЖЗЛ: современные классики» вышла биография Эдуарда Лимонова, написанная Андреем Дмитриевым (Балканским).
В мае 2022 года стало известно, что Кирилл Серебренников снимает художественный фильм «Лимонов, баллада об Эдичке». Премьера картины состоялась в мае 2024 года в рамках основной программы Каннского кинофестиваля.